# Тестирање софтвера
Тестирање софтвера је истрага која се води ради пружања информација заинтересованим странама о квалитету софтверског производа или услуге који се тестира. Тестирање софтвера такође може пружити објективан и независан поглед на софтвер како би се омогућило предузећу да уважи и разуме ризике од примене софтвера. Технике испитивања укључују поступак извршења програма или апликације са намером проналажења софтверских грешака или других недостатака и провере да ли је софтверски производ прикладан за употребу. 
Тестирање софтвера укључује извршење софтверске компоненте или системске компоненте за процену једне или више карактеристика које су од интереса. Генерално, ова својства показују у којој је мери тестирана компонента или систем: 
- испуњава захтеве који су коришћени као водич приликом развоја и израде његовог дизајна,
- правилно реагује на све врсте улаза,
- обавља своје функције у прихватљивом року,
- довољно је употребљив,
- може да се инсталира и покреће у предвиђеним окружењима и
- постиже општи резултат који његове заинтересоване стране желе.

Како је број могућих тестова за чак и једноставне софтверске компоненте практично бесконачан, тестирање софтвера користи одређену стратегију за избор тестова који су изводљиви за расположиво време и ресурсе. Као резултат тога, приликом тестирања софтвера обично (али не искључиво) се покушава извршити програм или апликација са намером проналаска софтверских грешака или других недостатака. Тестирање је итеративни процес јер када се исправи једна грешка, може осветлити друге, дубље грешке или чак створити нове. 
Тестирање софтвера може корисницима или заинтересованим странама пружити објективне, независне информације о квалитету софтвера и ризику од његовог престанка рада.
Тестирање софтвера може се обавити чим постоји софтвер који се може покренути (чак и ако је делимично комплетан). Целокупни приступ развоју софтвера често одређује када и како се спроводи тестирање. На пример, у фазном процесу, већина тестирања се дешава након што су системски захтеви дефинисани и затим се примене у тестиране програме. Супротно томе, у агилном приступу, захтеви, програмирање и тестирање се често раде истовремено. 